# 亨德里克斯維爾 (印地安納州)
亨德里克斯維爾（英語：Hendricksville）是位於美國印地安納州格林縣的一個非建制地區。該地的面積和人口皆未知。